# タトラK3R-N
タトラK3R-Nは、チェコで使用される路面電車車両の1形式。チェコスロバキア時代に製造された連接車のタトラK2を改造した車両で、中間に低床構造を有する車体が挿入されている。

## 概要
21世紀の世界各地の路面電車ではバリアフリー促進の一環として、床上高さを下げ車椅子やベビーカーでの乗降が容易となる超低床電車の普及が進められており、チェコの都市・ブルノの路面電車であるブルノ市電でも超低床電車の導入が求められるようになっていた。そこで、ブルノ市電を運営するブルノ公共交通会社は近代化工事を兼ねて既存の車両を改造する形で低床構造を有する車両を導入することを決定し、パルス・ノヴァ（Pars Nova a.s.）との協力の元、2車体連接車のタトラK2を改造した車両を製作した。これがK3R-Nである。
最大の特徴は中間に新造した低床構造の車体を連結している事で、床上高さを375 mmに下げた中央部分に折戸式の乗降扉が設置されている。この中間車体と前後車体の間にはそれぞれ主電動機を搭載した連接台車が設置されている。また前方車体にも改良が加えられ、前方部分はパトリック・コタスが設計したものに改められている他、速度制御には改造前の足踏みペダルではなく運転台にある手動レバーが用いられる。制御装置にはセゲレツ（Cegelez）が手掛けるIGBT素子を用いたTVプログレスIV（TV Progress IV）が搭載されており、これを含めた電気機器の管理には双方向ネットワークシステム「CAN」が用いられている。
- 運転台

## 運用
最初の車両である1751は2002年から改造が行われ、2003年に開催されたブルノ技術博覧会（Strojírenském veletrhu v Brně）で公開された。この車両は同年からブルノ市電で運用に就いた一方、ブルノ公共交通会社は更なる増備を計画し、翌2004年には2両目となる1752が営業運転を開始した。この車両については1751と異なり、中間車体の左側に設置されていた非常扉が存在しない。また、2006年にも2両（1753、1754）が増備されたが、これらの車両は既存の車両のような車体改造ではなく、1752と同型の車体を新造する形での改造が実施された（機器流用、車体更新）。当初は更に18両を導入する予定であったが、これ以上の改造は行われなかった。
これらのK3R-Nの連接部の台車は、大半の連接台車で見られる連接部分にある中心ピンで車体と結合する構造とは異なり、各車体間とピンで結合する特殊な構造が採用されていた。だが、運行開始以降これらの結合部分に過大な力が働く事による破損が報告され、更に一部車両において別の欠陥も発見された事から、一時は1751を除いた3両が長期に渡って運用から離脱する事態に陥った。しかし設計上の耐用年数にまだ達していない事もあり、ブルノ公共交通会社はこれらの車両の大規模修理を決定し、パルス・ノヴァを買収したシュコダ・トランスポーテーションの協力も受けて2020年に順次全車とも営業運転に復帰している。

車両一覧
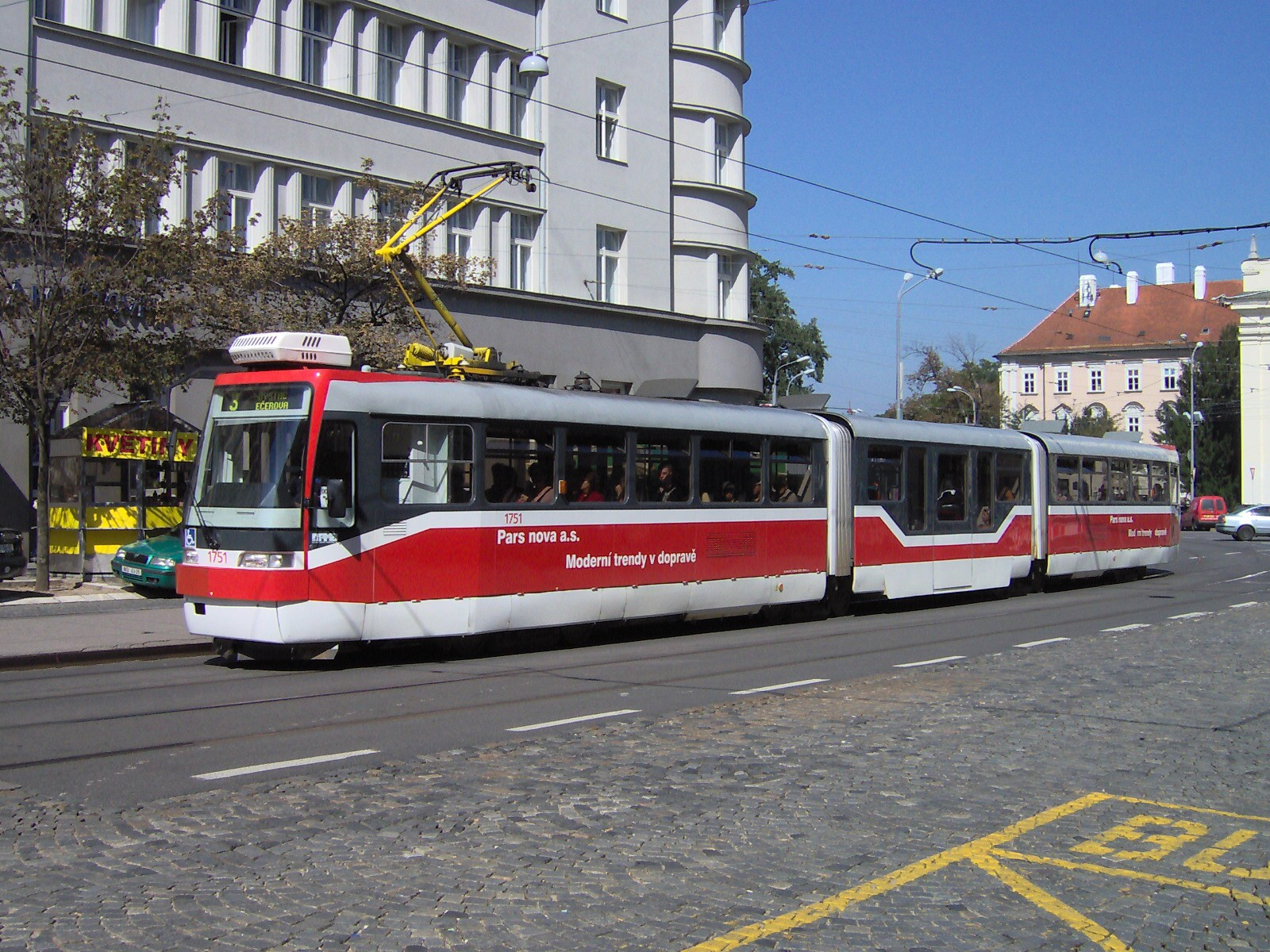
1751 中間車体の左側に非常扉が存在する （2006年撮影）
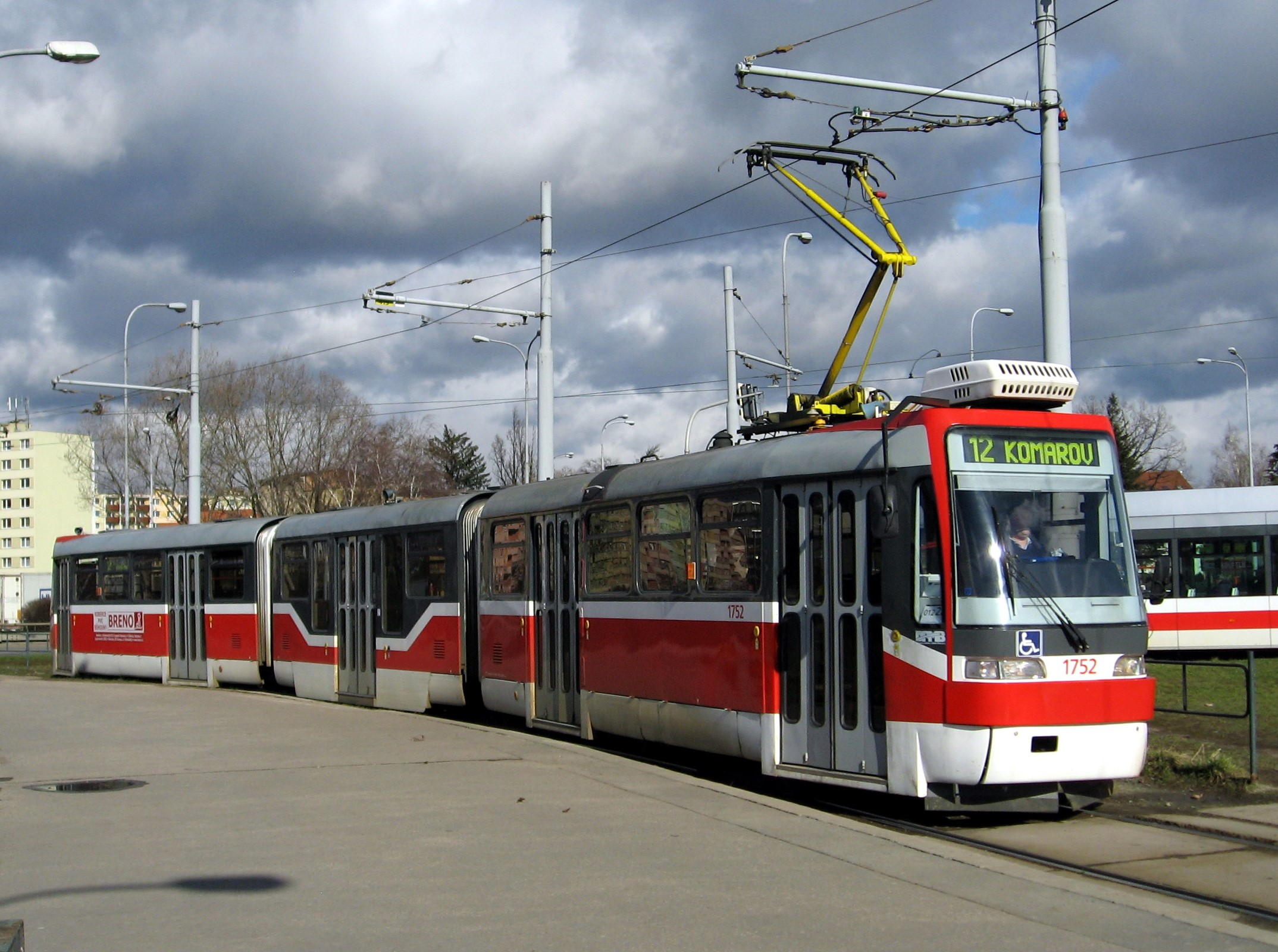
1752 （2009年撮影）
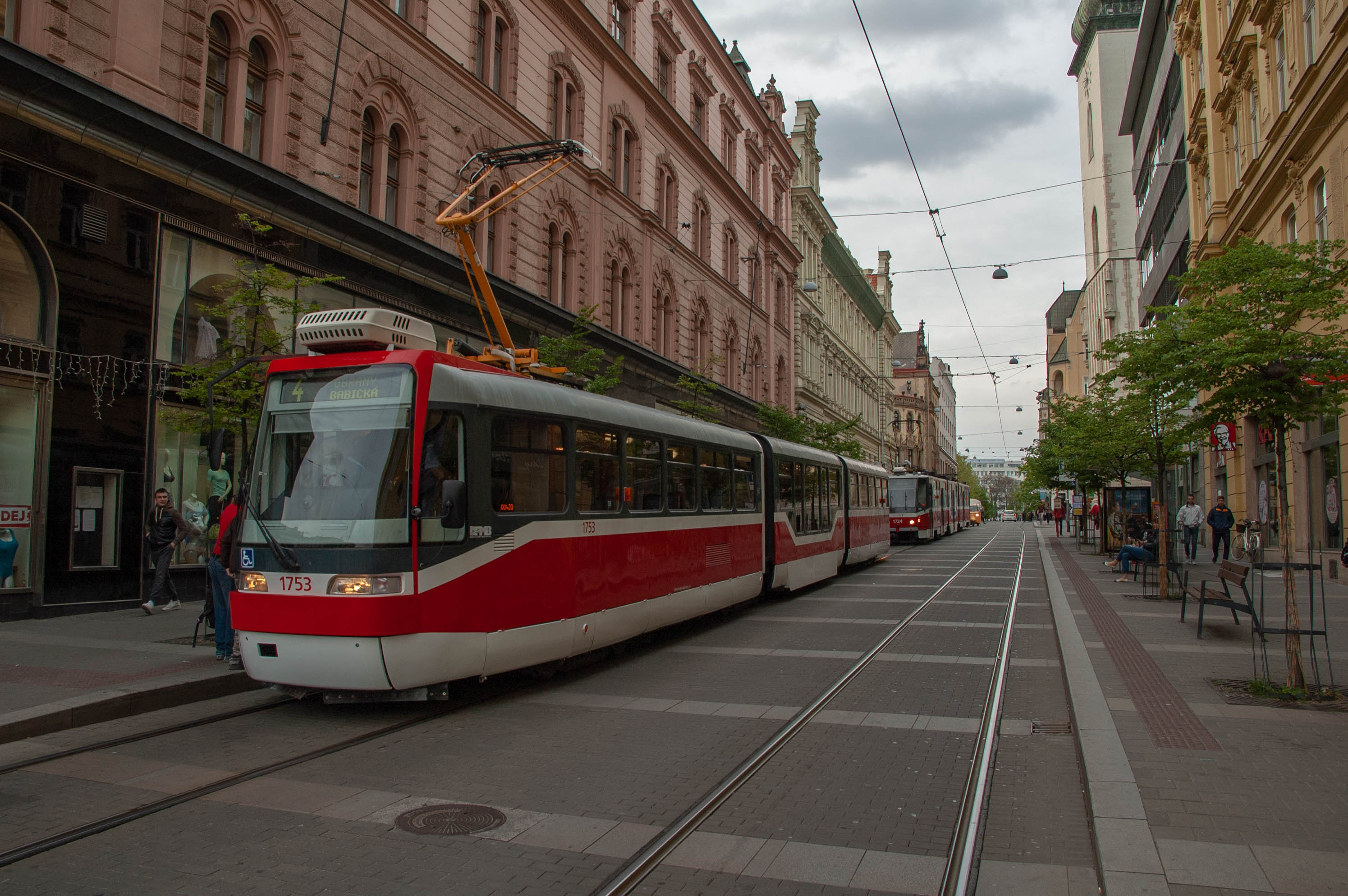
1753 車体新造車 （2019年撮影）
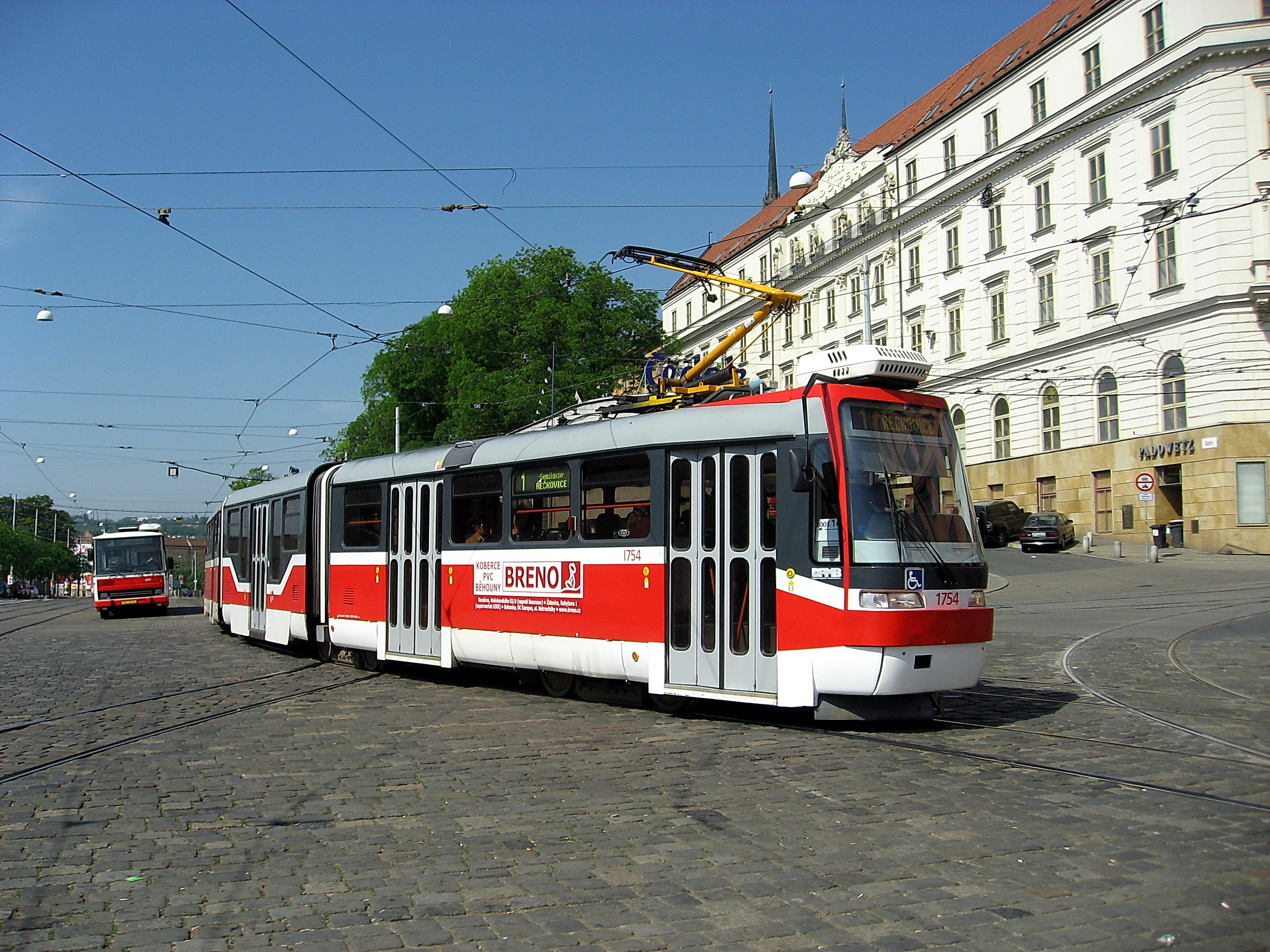
1754 車体新造車 （2009年撮影）

## 参考資料
- Jiří Schreier (2004年). MODERNIZOVANÁ NÍZKOPODLAŽNÍ TRAMVAJ K3R-N (PDF) (Report). Czech Raildays. 2021年6月22日閲覧。

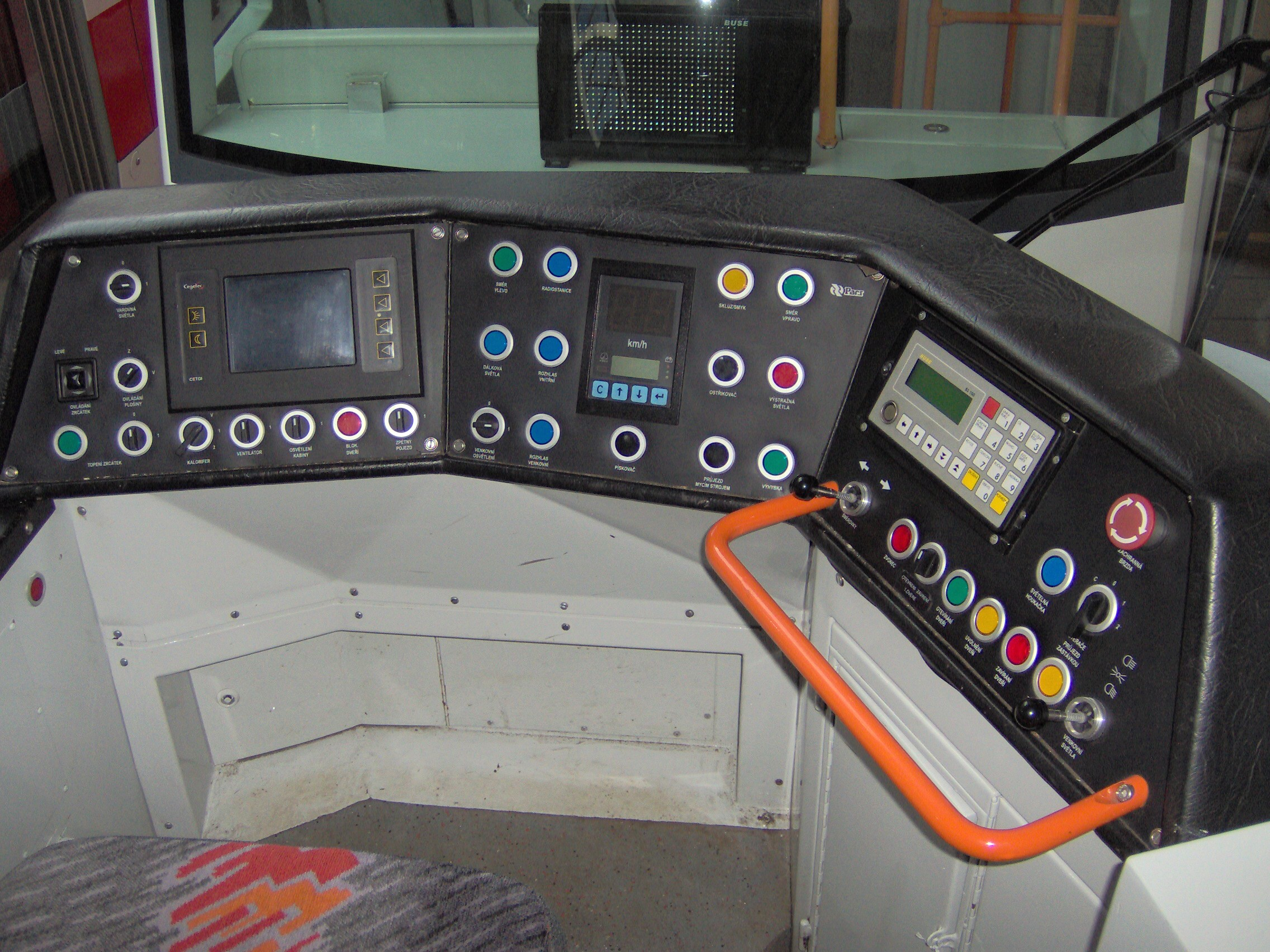
運転台